# Varrese-Maler
Der Varrese-Maler war ein apulischer Vasenmaler. Seine Werke werden in die Mitte des 4. Jahrhunderts v. Chr. datiert.

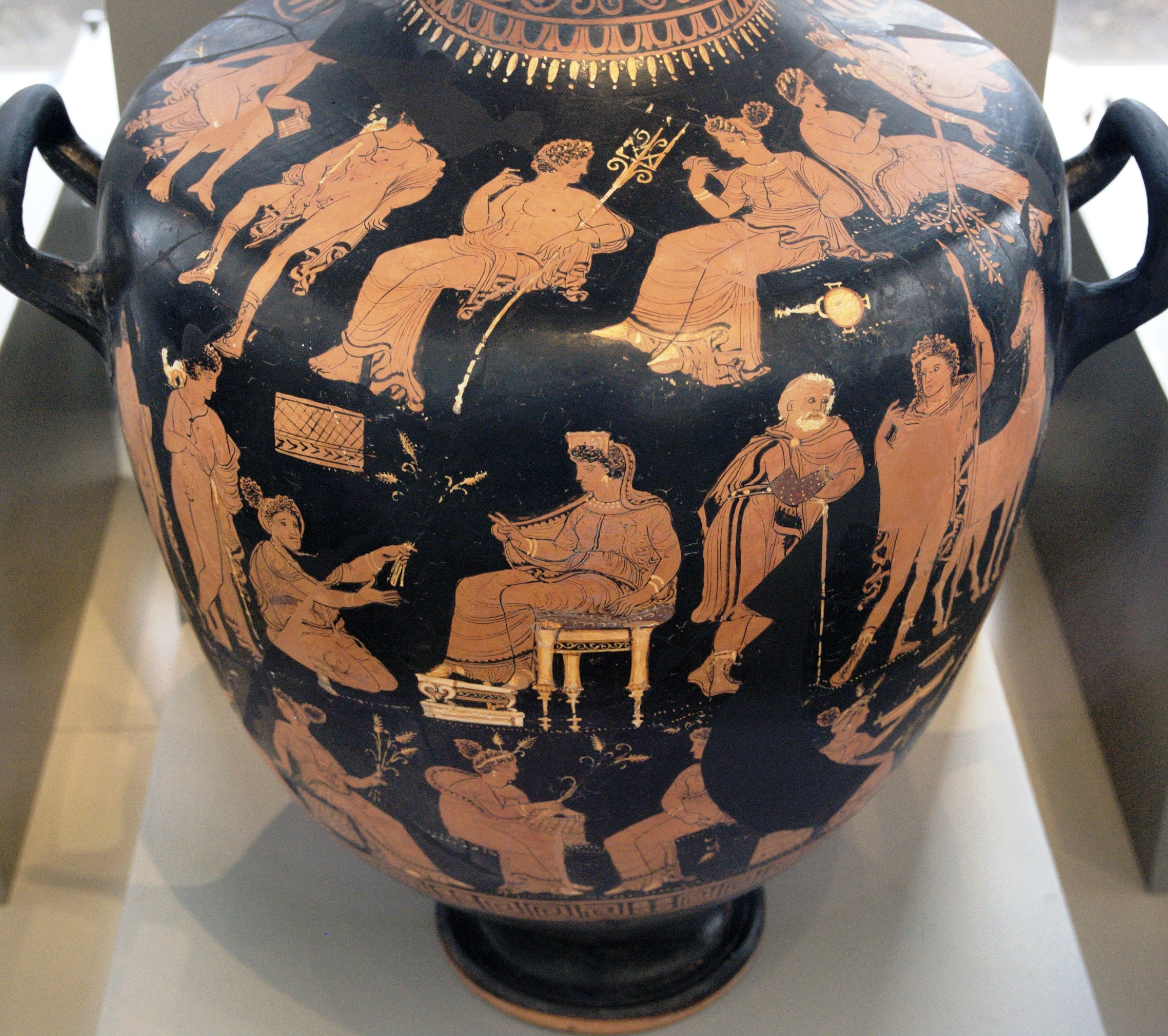
Eleusinische Hydria, um 340 v. Chr.

Der Varrese-Maler bekam seinen Notnamen nach dem Hypogäum in Canosa, wo man einige der von ihm bemalten Vasen fand. Mittlerweile konnten ihm fast 200 Vasen zugeordnet werden, er wird in der Forschung als einer der wichtigsten Vasenmaler seiner Zeit angesehen. Er beeinflusste die Künstler nicht nur in seinem Umfeld, sondern auch noch weit über seine eigene Schaffenszeit bis zu den Vorläufern des Dareios-Malers hinaus. Ein Viertel der ihm zugewiesenen Gefäße, darunter Hydrien, Nestoriden, Lutrophoren und eine große Oinochoe, ist von beträchtlicher Größe. Der Rest seines Werkes besteht zu einem guten Teil aus Glockenkrateren und Peliken. Eigentlich ist der Varrese-Maler ein Vertreter des „reichen Stils“, doch stehen die kleinen Vasen nicht selten dem „schlichten Stils“ nahe.
Das Bilderrepertoire ist von immer wiederkehrenden Motiven gekennzeichnet. Vier Grundmotive sind ausgemacht worden:
- ein nackter Jüngling, der entweder steht und einen Arm mit einem Gewandstück bedeckt hat oder alternativ auf einem gefalteten Tuch sitzt;
- eine stehende weibliche Figur, deren Beine unter ihrem Gewand deutlich zu sehen sind, eines ist hinter das andere zurückgesetzt;
- eine bekleidete Frau, die einen Fuß hoch aufgesetzt hat und sich über diesen beugt, ein Arm liegt auf dem Oberschenkel auf;
- eine sitzende Frau, die ein Bein vor das andere stellt.

Die Figuren des Varrese-Malers wirken ernst und streng, ihre Münder sind klein und nach unten gezogen, Frauen tragen oft einen mit einem weißen Band zusammengehaltenen Haarknoten. Auf seinen größeren Vasen, vor allem in Grabnaiskoi, setzt er reichlich Zusatzfarben ein. Die Themen seiner größeren Vasen stammen meist aus dem mythologischen Bereich. Auf seinen kleineren Werken gibt es auf beiden Seiten meist Zwei- oder Dreifigurenszenen, darunter häufig Darstellungen von Manteljünglingen auf den Rückseiten.
Zu seiner Werkstatt gehörte auch der Wolfenbüttel-Maler, sein Einfluss ist außer bei den Vorläufern des Dareios-Malers auch bei den Arbeiten des Ginosa-Malers, des Chiesa-Malers, des Malers von Bari 12061, des Metopne-Malers, des Malers von Louvre MNB 1148 und des Chamay-Malers erkennbar.